# Itoi Shigesato
Itoi Shigesato (糸井 重里 sinh ngày 10 tháng 11 năm 1948) là một nhà văn, người viết quảng cáo, người viết lời bài hát, nhà thiết kế game và diễn viên người Nhật. Ông nổi tiếng với việc phát triển dòng trò chơi Mother (EarthBound) của Nintendo.

## Đời sống cá nhân
Itoi được sinh vào ngày 11 tháng 10 năm 1948 và lớn lên tại  thành phố Maebashi, thuộc tỉnh Gunma. Ông là một người nghiện thuốc lá cho đến khi bỏ hoàn toàn vào năm 2002. Itoi cưới diễn viên Higuchi Kanako từ năm 1993.

## Điện ảnh
Itoi từng lồng tiếng nhân vật Tatsuo Kusakabe, cha của nhân vật chính Sasuki, trong bộ phim hoạt hình Hàng xóm của tôi là Totoro năm 1988 của Studio Ghibli. Ông cũng góp mặt vào ban giám khảo trong chương trình Iron Chef và Hey! Spring of Trivia].  Itoi bắt đầu sự nghiệp diễn xuất vào năm 2010, khi ông đóng vai một vị giáo sư tại trường trong phiên bản phim chuyển thể của tiểu thuyết Rừng Na Uy do Murakami Haruki sáng tác.

## Trò chơi
| Tên trò chơi                                          | Phát hành    | Vai trò                        |
| ----------------------------------------------------- | ------------ | ------------------------------ |
| Mother                                                | 1989         | Chỉ đạo, thiết kế              |
| Monopoly (trên Famicom)                               | 1993         | Hỗ trợ sản xuất                |
| Earthbound                                            | 1994         | Chỉ đạo, sản xuất và biên kịch |
| The Monopoly Game 2                                   | 1995         | Giám sát                       |
| Itoi Shigesato no Bass Tsuri No. 1                    | 1997         | Giám sát                       |
| Earthbound 64                                         | (bị loại bỏ) | Chỉ đạo, biên kịch             |
| Itoi Shigesato no Bass Tsuri No. 1 (Definite Edition) | 2000         | Giám sát                       |
| Mother 3                                              | 2006         | Biên kịch                      |

Shigetoi là người tạo nên dòng trò chơi Mother và một trò chơi khác là Itoi Shigesato no Bass Tsuri No. 1. Trong phiên bản Mother gốc trên Famicom, ông là nhà thiết kế, nhà biên kịch và chỉ đạo của trò chơi; đối với EarthBound (Mother 2) trên máy chơi game SNES, Itoi là nhà biên kịch và trong Mother 3 trên máy Game Boy Advance, Itoi là nhà biên kịch cho câu chuyện. Itoi từng nói ông sẽ không phát triển phần thứ bốn của trò chơi. Công việc của Itoi đã tạo ảnh hưởng lớn lên một số trò chơi và phương tiện khác như  Undertale, Lisa: The Painful, Yume Nikki, và Homestuck.